# 振华县
振华县，中国旧县名。
山东抗日根据地设。1945年由宁津县改置。以纪念抗日战争牺牲的马振华烈士，治所在宁津镇（今山东省宁津县城）。1941年在县西析置宁津县，1943年宁津县并入振华县。1949年复名宁津县。